# Сейнт Лусия
Сейнт Лусия (на английски: Saint Lucia; на френски: Sainte-Lucie, известен и като Света Лусия) е островна държава в източната част на Карибско море. Столица на страната е пристанищният град Кастрийс. 

## География
Намира се на едноименен вулканичен остров, част от групата на Малките антилски острови. Следите от вулканичния произход на острова се забелязват навсякъде, а в южната му част има верига от 18 вулканични конуса и голям брой кратери.
Остров Света Лусия е известен с красивата си природа и приказните си плажове, оградени с тропични гори. Климатът е тропичен със средни месечни температури 18 – 26 °C и валежи от 1700 до 3500 мм. Основа на икономиката му, освен туризма, са и риболовът и селското стопанство. Страната е вторият най-голям производител на банани сред карибските държави.

### Административно деление
Страната е разделена на 11 района (quarters).
| Карта                                  | Райони |
| -------------------------------------- | --- |
| Административно деление на Сейнт Люсия | 1. Район Анс ла Райе 2. Район Кастри 3. Район Шоазьол 4. Район Дофин 5. Район Данери 6. Район Канари 7. Район Гро Иле 8. Район Лабори 9. Район Микуд 10. Район Суфриер 11. Район Вио Фор |

## История
Остров Света Лусия е открит от Христофор Колумб на 3 декември 1502 г., в деня на Лукия Девица (сицилианка, загинала като мъченица през 304 г. - по време на Диоклециановите гонения). Той е сменял собственика си общо 14 пъти - рекорд за Карибските острови. На Сейнт Лусия жестоката съпротива на местните индианци проваля опитите на англичаните да създадат свои селища. Едва в средата на XVII век това се отдава на французите. В интензивната борба на колониалните сили за владения в Новия свят Сейнт Лусия от 1650 г. става спорна земя между Англия и Франция. Била е и владение на Испания, а след това - на Франция. Накрая, през 1814 г., островът е даден на Британската корона. 
През 1838 година колонията се присъединява към Съюза на подветрените острови. През 1967 година островната република получава статут на свободноуправлявана държава в рамките на Западноиндийските държави, а на 22 февруари 1979 година Сейнт Лусия получава независимост. 
Към 2006 г. страната е членка на Общността на нациите, ООН и на Организацията на американските държави.

## Население
Около 94% от населението са потомци на чернокожи и мулати, останалите са с британски и френски произход. Официалният език в страната е английският. Въпреки това над 90% от населението говори местния антилски креолски език, наричан „патуа“ и базиран на френския.
Населението на Сейнт Лусия през 2000 г. е 156 260 души. Расовият състав е: 82,5% черни, 11,9% мулати, 2,4% индийци, 1% бели и 3,1% други. Родина е на двама нобелови лауреати (Артър Луис и Дерек Уолкът), но Сейнт Лусия е сред десетте страни в света с най-слаба образованост на населението.[източник? (Поискан преди 12 дни)]. Отличава се и с висока престъпност. 

## Галерия
- Джазов фестивал в Кастрийс
- Стадион „Босежур“
- Изглед към връх „Грос Питон“
- Връх „Пти Питон“. Изглед от ресторант „Ладера“
- Заливът Суфрие
- Изглед на Хилтоп от въздуха
- Село Канари. Сент-Люсия
- Плаж
- Залив